# Horní Valov
Horní Valov (deutsch Ober Wohlau) ist eine Wüstung auf dem Gebiet der Gemeinde Bražec in Tschechien. Der erloschene Weiler liegt vier Kilometer nordöstlich von Bochov und gehört zum Okres Karlovy Vary.

## Geographie
Horní Valov befindet sich am nördlichen Fuße des Valovský vrch (Wohlauer Berg; 761 m n.m.) in der Žluticka vrchovina (Luditzer Bergland). Die Wüstung liegt südöstlich des Teiches Javorenský rybník im Tal des Bochovský potok (Bergler Bach). Nördlich erhebt sich der U Ruské věže (Ehacker, 912 m n.m.), im Nordosten die Jelení komora (787 m n.m.), südlich der Valovský vrch sowie im Nordwesten die Kostelní hůrka (Kirchberg, 793 m n.m.) und die Vysoká pláň (Hohe Egge, 890 m n.m.). 
Nachbarorte waren Javorná (Ohorn) im Norden, Hradiště (Höfen) und Březina (Pirk) im Nordosten, Dolní Valov (Unter Wohlau) im Osten, Těšetice (Teschetitz) im Südosten, Nový Dvůr (Neuhof) im Süden, Bochov (Buchau) im Südwesten, Bražec (Bergles) im Westen sowie Kostelní Hůrka (Am Berg) und Dlouhá (Langgrün) im Nordwesten.

## Geschichte
Den seit 1381 nachweislichen Hof Wohlau mit mehreren großen Fischteichen kaufte 1476 die Stadt Luditz von Heinrich von Haugwitz für ihr St.-Elisabeth-Spital. Die Stadt schlug den Hof ihrem Stadtgut Semtisch zu. 
1834 wurde der Hof parzelliert und in zwölf Teilen verkauft. Dabei entstanden zwei Weiler: Unter Wohlau östlich neben dem Meierhof am Weg nach Duppau und Ober Wohlau einen Kilometer westlich davon am größten Teich. Die Wälder und Teiche behielt die Stadt für sich.
Im Jahre 1845 bestand die im Elbogener Kreis gelegene Ansiedlung Ober-Wohlau aus einem Wirtshaus und einigen Häusern. Zusammen mit Unter-Wohlau wurde sie zur Ortsgemeinde Wohlau mit 17 Häusern und 73 Einwohner zusammengefasst.
Pfarrort war Udritsch. Bis zur Mitte des 19. Jahrhunderts blieb Ober-Wohlau dem Gut Semtisch untertänig.
Nach der Aufhebung der Patrimonialherrschaften bildete Ober Wohlau / Horní Valov ab 1850 einen Ortsteil der Gemeinde Wohlau im Gerichtsbezirk Buchau. Ab 1868 gehörte Ober Wohlau zum Bezirk Luditz. Im Jahre 1869 bestand der Weiler aus sieben Häusern und hatte 56 Einwohner. Im Jahre 1900 hatte Ober Wohlau 28 Einwohner, 1910 waren es 44.
Nach dem Ersten Weltkrieg zerfiel der Vielvölkerstaat Österreich-Ungarn, die Gemeinde wurde 1918 Teil der neu gebildeten Tschechoslowakischen Republik. Beim Zensus von 1921 lebten in den 17 Häusern der Gemeinde Wohlau 91 Deutsche; Einwohnerzahlen für die Häusergruppen Ober-Wohlau (8 Häuser) und Unter-Wohlau (9 Häuser) wurden dabei nicht erhoben. 1930 lebten in den acht Häusern von Ober Wohlau 34 Personen, die Gemeinde bestand aus 17 Häusern und hatte 77 Einwohner. 
Nach dem Münchner Abkommen wurde Ober Wohlau im Oktober 1938 dem Deutschen Reich zugeschlagen und gehörte bis 1945 zum Landkreis Luditz. Im Jahre 1939 hatte die Gemeinde Wohlau 82 Einwohner. Nach dem Ende des Zweiten Weltkrieges kam Horní Valov zur wiedererrichteten Tschechoslowakei zurück. Nach der Aussiedlung der deutschen Bewohner wurde Horní Valov mit Tschechen wiederbesiedelt. Im Zuge der Gebietsreform von 1948 wurde der Okres Žlutice aufgelöst und die Gemeinde Valov zum 1. Februar 1949 dem Okres Karlovy Vary-okolí zugeordnet. Im Jahre 1950 lebten in den 17 Häusern von Dolní Valov (einschl. Horní Valov) 42 Personen. 
1953 erfolgte die erneute Absiedlung des Dorfes und seine Eingliederung in den neuen Truppenübungsplatz Hradiště. In den Folgejahren wurden alle Häuser von Horní Valov abgebrochen.
Im Zuge der Verkleinerung des Truppenübungsplatzes Hradiště wurde die Wüstung Horní Valov mit Beginn des Jahres 2016 aus dem Militärgebiet ausgegliedert und der neuen Gemeinde Bražec zugeordnet. Die Dorfstelle ist heute verbuscht. 

## Ortsgliederung
Die Wüstung Horní Valov gehört zum Ortsteil Javorná und ist Teil des Katastralbezirkes Bražec u Doupova.

## Ehemalige Denkmale
- Kapelle am Javorenský rybník, das halbzerfallene Gemäuer wurde zu Beginn des 21. Jahrhunderts als Baumaterial für eine Fischräucherei abgebrochen.